# Charlotte for Ever (album)
Charlotte for Ever è il primo album in studio dell'attrice e cantante franco-britannica Charlotte Gainsbourg, pubblicato nel 1986.

## Il disco
Il disco ha lo stesso titolo del controverso film Charlotte for Ever. Tutte le tracce, eccetto due, sono state scritte e composte dal padre Serge Gainsbourg. In alcune parti del mondo e anche nella riedizione del 2007 uscita per la Mercury Records il disco è uscito con il titolo Lemon Incest.
La musica del brano Charlotte for Ever è di Aram Khachaturian; quella di Zéro pointé vers l'infini è di Matvey Blanter.

## Tracce
1. Charlotte for Ever (duetto con Serge Gainsbourg) – 3:56
2. Ouvertures éclair – 4:01
3. Oh Daddy Oh – 4:19
4. Don't Forget to Forget Me – 4:43
5. Pour ce que tu n'étais pas – 3:17
6. Plus doux avec moi (duetto con Serge Gainsbourg) – 5:03
7. Élastique – 3:06
8. Zéro pointé vers l'infini – 3:51

Bonus track della versione internazionale (Lemon Incest)
1. Lemon Incest (Serge Gainsbourg, Frédéric Chopin) – un duetto con suo padre – 5:13